# Sieger Sloot
 (octobre 2018).
Si vous disposez d'ouvrages ou d'articles de référence ou si vous connaissez des sites web de qualité traitant du thème abordé ici, merci de compléter l'article en donnant les références utiles à sa vérifiabilité et en les liant à la section « Notes et références ».
 Sieger Sloot, né le 31 octobre 1977 à Rotterdam, est un acteur et artiste de cabaret néerlandais.

## Filmographie
- 2005 : Marriage de Bram Schouw : Groom[2]
- 2008 : Succes de Diederik Ebbinge : Van Dam[3]
- 2013 : Matterhorn de Diederik Ebbinge : Vader kinderpartijtje[4]
- 2014 : Life According to Nino de Simone van Dusseldorp et Urszula Antoniak : Man Jeugdzorg[5]
- 2016 : Riphagen de Pieter Kuijpers : Frits Kerkhoven[6]
- 2016 : Amour et préjugés de Janice Pierre : Buurman Jacob[7]